# تونگلون سیسولیت
تونگلون سیسولیت (لائو: ທອງລຸນ ສີສຸລິດ؛ زادهٔ ۱۰ نوامبر ۱۹۴۵) سیاستمدار اهل لائوس است. وی از ۲۲ مارس ۲۰۲۱ رئیس‌جمهور لائوس است.
وی همچنین برندهٔ جوایزی همچون نشان دوستی شده‌است.